# UWC México 25
UWC México 25: Quinóñez vs. Matos fue un evento de artes marciales mixtas producido por Ultimate Warrior Challenge México, que se llevó a cabo el 26 de febrero de 2021 en el Entram Gym de Tijuana, Baja California, México.